# Smernys
Smernys – długo trwające (miesiąc a nawet i więcej) święta pogrzebowe u pogańskich Bałtów. Niektóre plemiona umiały zamrażać nieboszczyków, więc kremacje można było odwlekać; dowodem tego pradawnego zwyczaju są szkielety z epoki brązu, przy których znaleziono larwy much.
Wierzono, że dusze zmarłych wchodzą w drzewa, kwiaty, zwierzęta; stąd jeszcze spotykany zakaz obcinania drzew i korzeni trawy na starych cmentarzach.